# Elizabeth R
Elizabeth R es un drama histórico de televisión, realizado por la cadena británica BBC, como una miniserie de seis episodios de 85 minutos de duración. Protagonizada por Glenda Jackson, relata la vida de la reina Isabel I de Inglaterra desde su vida como princesa real durante el gobierno de su hermano menor Eduardo, pasando por su gobierno hasta su muerte, acaecida en 1603. Se emitió por primera vez en la BBC Two entre febrero y marzo de 1971. La serie se ha repetido varias veces, la más reciente el 15 de marzo de 2023, por BBC Four.

## Producción
Elizabeth R se filmó en una variedad de lugares, incluidos Penshurst Place, que también funcionaba como terreno del castillo de la reina, y Chiddingstone en Kent, aunque todos los interiores se grabaron en el BBC Television Centre.
El primer episodio fue emitido el 19 de febrero de 1971, comenzando el relato en 1549 con la tumultuosa y difícil vida de la princesa Isabel durante el gobierno de sus hermanos, hasta su ascensión al trono a la muerte de la reina María I, nueve años más tarde. El último episodio fue transmitido el 24 de marzo, para el 368º aniversario de la muerte de la reina.
Elizabeth R es la secuela de la exitosa miniserie The Six Wives of Henry VIII, sobre las seis esposas del rey Enrique VIII (1970), desde la cual volvieron a representar su rol varios artistas tales como Bernard Hepton como Thomas Cranmer, Basil Dignam como el obispo Gardiner, John Ronane como Thomas Seymour, y Rosalie Crutchley como Catalina Parr.
La actuación de Glenda Jackson, que había realizado el mismo papel en el film Mary, Queen of Scots, le valió ganar dos premios Emmy (a Mejor Actriz en una Serie Dramática y a Mejor actriz en una miniserie). La serie también se galardonó con el Emmy a la Mejor Serie Dramática de 1972 (la primera serie de televisión británica en ganar éste premio). En esa época Jackson volvió a interpretar a Isabel I en la película Mary, Queen of Scots
La diseñadora de vestuario Elizabeth Waller recreó muchos de los vestidos reales de la Isabel histórica para Glenda Jackson, adaptándolas a varios de los retratos famosos oficiales de la Reina los cuales fueron exhibidos en el palacio de Hampton Court. Waller ganó un premio Emmy por sus diseños.
La serie fue lanzada en DVD para la Región 1 en el año 2001 por la BBC Warner y relanzada por la BBC Worldwide en 2011. En la Región 2, él fue lanzada en 2006.

## Elenco
- Glenda Jackson - Isabel I de Inglaterra
- Robert Hardy - Robert Dudley, I conde de Leicester
- Ronald Hines - William Cecil
- Michael Williams - Francisco de Anjou
- Robin Ellis - Robert Devereux, II conde de Essex
- Stephen Murray - Francis Walsingham
- John Shrapnel - Thomas Radclyffe, III conde de Sussex
- Jason Kemp - Eduardo VI de Inglaterra
- Daphne Slater - María I de Inglaterra
- Vivian Pickles - María I de Escocia
- Hamilton Dyce - Amyas Paulet
- Rachel Kempson - Kat Ashley
- Peter Jeffrey - Felipe II de España
- David Collings - Anthony Babington
- Bernard Holley - Gilbert Gifford
- David Nettheim - Thomas Phelippes
- John Graham - William Davison
- John Woodvine - Francis Drake
- John Nettleton - Francis Bacon
- Angela Thorne - Lettice Knollys
- James Laurenson - Jean de Simier
- Hugh Dickson - Robert Cecil, conde de Salisbury
- Nicholas Selby - Walter Raleigh
- Margaretta Scott - Catalina de Médici
- John Ronane - Thomas Seymour
- Bernard Hepton - Thomas Cranmer
- Basil Dignam - Stephen Gardiner
- John Ruddock - John Whitgift
- Rosalie Crutchley - Catalina Parr
- Brian Wilde - Richard Topcliffe
- David Garfield - John Ballard

- Bernard Horsfall - Sir Christopher Patton